# 72. Berlini Nemzetközi Filmfesztivál
A 72. Berlini Nemzetközi Filmfesztivál 2022. február 10. és 20. között került megrendezésre, a nyitófilm François Ozontól a Peter von Kant, míg a zárófilm Carla Simóntól az Alcarràs volt. Utóbbi film nyerte az Arany Medve díjat is. A fesztivál zsűrielnöke M. Night Shyamalan amerikai filmkészítő és producer volt.

## Zsűri
Az alábbi emberek voltak a fesztivál zsűrijének tagjai:

### Filmek
- M. Night Shyamalan, amerikai filmkészítő és producer - Zsűrielnök
- Karim Aïnouz, brazil filmkészítő
- Saïd Ben Saïd, tunéziai producer
- Anne Zohra Berrached, német filmkészítő
- Tsitsi Dangarembga, zimbabwei regényíró, színműíró és filmkészítő
- Ryusuke Hamaguchi, japán filmkészítő
- Connie Nielsen, dán színésznő

### Encounters
- Chiara Marañón[7]
- Ben Rivers
- Silvan Zürcher

### FIPRESCI zsűri
- Lamia Fathy[8]
- Ron Fogel
- Berke Göl
- Bettina Hirsch
- Pamela Jahn
- Anders E. Larsson
- René Marx
- Anna Maria Pasetti
- Hamed Soleimanzadeh
- Andrei Vasilenko
- Hsin Wang
- Alexander Zwart

## Versenyben lévő filmek
Az alábbi filmek voltak versenyben az Arany Medve- és az Ezüst Medve-díjakért:
| Magyar cím                         | Eredeti cím                                 | Rendező                | Ország                                       |
| ---------------------------------- | ------------------------------------------- | ---------------------- | -------------------------------------------- |
| Gyorstalpaló szerelemből           | A E I O U - Das schnelle Alphabet der Liebe | Nicolette Krebitz      | Németország, Franciaország                   |
| Alcarràs                           | Alcarràs                                    | Carla Simón            | Spanyolország, Olaszország                   |
| Nana                               | Nana                                        | Kamila Andini          | Indonézia                                    |
| Szerelemmel, szenvedéllyel         | Avec amour et acharnement                   | Claire Denis           | Franciaország                                |
| Hívd Jane-t                        | Call Jane                                   | Phyllis Nagy           | Amerikai Egyesült Államok                    |
| Everything Will Be Ok              | Everything Will Be Ok                       | Rithy Panh             | Franciaország, Kambodzsa                     |
| Leonora addio                      | Leonora addio                               | Paolo Taviani          | Olaszország                                  |
| La ligne                           | La ligne                                    | Ursula Meier           | Svájc, Franciaország, Belgium                |
| So-seol-ga-ui yeong-hwa            | 소설가의 영화                               | Hong Sang-soo          | Dél-Korea                                    |
| Un año, una noche                  | Un año, una noche                           | Isaki Lacuesta         | Spanyolország, Franciaország                 |
| Éjszakai átutazók                  | Les passagers de la nuit                    | Mikhaël Hers           | Franciaország                                |
| Peter von Kant                     | Peter von Kant                              | François Ozon          | Franciaország                                |
| Drii Winter                        | Michael Koch                                | Svájc, Németország     |                                              |
| Egy anya George W. Bushsal szemben | Rabiye Kurnaz gegen George W. Bush          | Andreas Dresen         | Németország, Franciaország                   |
| Yin ru chen yan                    | 隐入尘烟                                    | Li Ruijun              | Kína                                         |
| Rimini                             | Rimini                                      | Ulrich Seidl           | Ausztriq, Franciaország, Németország         |
| Manto de gemas                     | Manto de gemas                              | Natalia López Gallardo | Mexikó, Argentína, Amerikai Egyesült Államok |
| Un été comme ça                    | Un été comme ça                             | Denis Côté             | Kanada                                       |

### Berlinale Special
Az alábbi filmeket vetítették a fesztivál Berlinale Special szekciójában:
| Magyar cím                  | Eredeti cím                  | Rendező                             | Ország                                                |
| Berlinale Special Gala      | Berlinale Special Gala       | Berlinale Special Gala              | Berlinale Special Gala                                |
| --------------------------- | ---------------------------- | ----------------------------------- | ----------------------------------------------------- |
| A jég ellen                 | Against the Ice              | Peter Flinth                        | Izland, Amerikai Egyesült Államok, Dánia              |
| À propos de Joan            | À propos de Joan             | Laurent Larivière                   | Franciaország, Németország, Írország                  |
| Occhiali neri'              | Occhiali neri'               | Dario Argento                       | Olaszország, Franciaország                            |
| Der Passfälscher            | Der Passfälscher             | Maggie Peren                        | Németország, Luxemburg                                |
| Gangubai Kathiawadi         | Gangubai Kathiawadi          | Sanjay Leela Bhansali               | India                                                 |
| Minden jót, Leo Grande      | Good Luck to You, Leo Grande | Sophie Hyde                         | Egyesült Királyság                                    |
| Incroyable mais vrai        | Incroyable mais vrai         | Quentin Dupieux                     | Franciaország, Belgium                                |
| The Outfit                  | The Outfit                   | Graham Moore                        | Amerikai Egyesült Államok                             |
| Berlinale Special           |                              |                                     |                                                       |
| 1341 Frames of Love and War | 1341 Frames of Love and War  | Ran Tal                             | Izrael, Egyesült Királyság, Amerikai Egyesült Államok |
| Eine deutsche Partei        | Eine deutsche Partei         | Simon Brückner                      | Németország                                           |
| A tölgy - Az erdő szíve     | Le chêne                     | Laurent Charbonnier, Michel Seydoux | Franciaország                                         |
| Nest                        | Nest                         | Hlynur Pálmason                     | Dánia, Izland                                         |
| Nothing Lasts Forever       | Nothing Lasts Forever        | Jason Kohn                          | Amerikai Egyesült Államok                             |
| Terminal norte              | Terminal norte               | Lucrecia Martel                     | Argentína                                             |
| This Much I Know to Be True | This Much I Know to Be True  | Andrew Dominik                      | Egyesült Királyság                                    |

### Rövidfilmek
| Magyar cím                        | Eredeti cím                       | Rendező                           | Ország                            |
| --------------------------------- | --------------------------------- | --------------------------------- | --------------------------------- |
| Agrilogistics                     | Agrilogistics                     | Gerard Ortín Castellví            | Egyesült Királyság, Spanyolország |
| Amintiri de pe Frontul de Est     | Amintiri de pe Frontul de Est     | Radu Jude, Adrian Cioflâncă       | Románia                           |
| Ampangabagat Nin Talakba Ha Likol | Ampangabagat Nin Talakba Ha Likol | Maria Estela Paiso                | Fülöp-szigetek                    |
| Bird in the Peninsula             | Bird in the Peninsula             | Atsushi Wada                      | Franciaország, Japán              |
| By Flávio                         | By Flávio                         | Pedro Cabeleira                   | Portugália, Franciaország         |
| Haulout                           | Выход                             | Evgenia Arbugaeva, Maxim Arbugaev | Egyesült Királyság, Oroszország   |
| Manhã de Domingo                  | Manhã de Domingo                  | Bruno Ribeiro                     | Brazília                          |
| El sembrador de estrellas         | El sembrador de estrellas         | Lois Patiño                       | Spanyolország                     |
| Trap                              | Trap                              | Anastasia Veber                   | Oroszország, Litvánia             |
| Will My Parents Come to See Me    | Will My Parents Come to See Me    | Mo Harawe                         | Németország, Ausztria, Szomália   |

### Encounters
Az alábbi filmeket vetítették a fesztivál Encounters szekciójában:
| Magyar cím                 | Eredeti cím                | Rendező                              | Ország                                                      |
| -------------------------- | -------------------------- | ------------------------------------ | ----------------------------------------------------------- |
| American Journal           | Journal d'Amérique         | Arnaud des Pallières                 | Franciaország                                               |
| Axiom                      | Axiom                      | Jöns Jönsson                         | Németország                                                 |
| Brat vo vsyom              | Brat vo vsyom              | Alexander Zolotukhin                 | Oroszország                                                 |
| I Poli ke i Poli           | I Poli ke i Poli           | Christos Passalis, Syllas Tzoumerkas | Görögország                                                 |
| Coma                       | Coma                       | Bertrand Bonello                     | Franciaország                                               |
| Zum Tod meiner Mutter      | Zum Tod meiner Mutter      | Jessica Krummacher                   | Németország                                                 |
| Father's Day               | Father's Day               | Kivu Ruhorahoza                      | Ruanda                                                      |
| Flux Gourmet               | Flux Gourmet               | Peter Strickland                     | Egyesült Királyság, Amerikai Egyesült Államok, Magyarország |
| A Little Love Package      | A Little Love Package      | Gastón Solnicki                      | Ausztria, Argentína                                         |
| Mutzenbacher               | Mutzenbacher               | Ruth Beckermann                      | Ausztria                                                    |
| Queens of the Qing Dynasty | Queens of the Qing Dynasty | Ashley McKenzie                      | Kanada                                                      |
| À vendredi, Robinson       | À vendredi, Robinson       | Mitra Farahani                       | Franciaország, Svájc, Irán, Libanon                         |
| Keiko, me wo sumasete      | ケイコ 目を澄ませて        | Shô Miyake                           | Japán                                                       |
| Sonne                      | Sonne                      | Kurdwin Ayub                         | Ausztria                                                    |
| Unrueh                     | Unrueh                     | Cyril Schäublin                      | Svájc                                                       |

### Panorama
Az alábbi filmeket vetítették a fesztivál Panorama szekciójában:
| Magyar cím                        | Eredeti cím                   | Rendező                          | Ország                                                                                  |
| --------------------------------- | ----------------------------- | -------------------------------- | --------------------------------------------------------------------------------------- |
| Aşk, Mark ve Ölüm                 | Aşk, Mark ve Ölüm             | Cem Kaya                         | Németország                                                                             |
| Mindenki az időjárásról beszélget | Alle reden übers Wetter       | Annika Pinske                    | Németország                                                                             |
| Bettina                           | Bettina                       | Lutz Pehnert                     | Németország                                                                             |
| The Apartment with Two Women      | 같은 속옷을 입는 두 여자      | Kim Se-in                        | Dél-Korea                                                                               |
| Brainwashed: Sex-Camera-Power     | Brainwashed: Sex-Camera-Power | Nina Menkes                      | Amerikai Egyesült Államok                                                               |
| Baqyt                             | Baqyt                         | Askar Uzabayev                   | Kazahsztán                                                                              |
| Csodálatos teremtmények           | Berdreymi                     | Guðmundur Arnar Guðmundsson      | Izland, Dánia, Svédország, Hollandia, Csehország                                        |
| Calcinculo                        | Calcinculo                    | Chiara Bellosi                   | Olaszország, Svájc                                                                      |
| Dreaming Walls                    | Dreaming Walls                | Amélie van Elmbt, Maya Duverdier | Belgium, Franciaország, Amerikai Egyesült Államok, Hollandia, Svédország                |
| El norte sobre el vacío           | El norte sobre el vacío       | Alejandra Márquez Abella         | Mexikó                                                                                  |
| Klondaik                          | Klondaik                      | Maryna Er Gorbach                | Ukrajna, Törökország                                                                    |
| Szerelmes dal                     | A Love Song                   | Max Walker-Silverman             | Amerikai Egyesült Államok                                                               |
| Kdyby radši hořelo                | Kdyby radši hořelo            | Adam Koloman Rybanský            | Csehország                                                                              |
| Altatódal                         | Cinco lobitos                 | Alauda Ruiz de Azúa              | Spanyolország                                                                           |
| Myanmar Diaries                   | Myanmar Diaries               | The Myanmar Film Collective      | Hollandia, Mianmar, Norvégia                                                            |
| Nel Mio Nome                      | Nel Mio Nome                  | Nicolò Bassetti                  | Olaszország                                                                             |
| Nelly & Nadine                    | Nelly & Nadine                | Magnus Gertten                   | Svédország                                                                              |
| No U-Turn                         | No U-Turn                     | Ike Nnaebue                      | Nigéria, Dél-Afrika, Franciaország, Németország                                         |
| Egy nő                            | Una femmina                   | Francesco Costabile              | Olaszország                                                                             |
| Nous, Étudiants!                  | Nous, Étudiants!              | Rafiki Fariala                   | Közép-afrikai Köztársaság, Franciaország, Kongói Demokratikus Köztársaság, Szaúd-Arábia |
| Heroji radničke klase             | Heroji radničke klase         | Miloš Pušić                      | Szerbia                                                                                 |
| Ta Farda                          | Ta Farda                      | Ali Asgari                       | Irán, Franciaország, Katar                                                              |
| Taurus                            | Taurus                        | Tim Sutton                       | Amerikai Egyesült Államok                                                               |
| Viens je t'emmène                 | Viens je t'emmène             | Alain Guiraudie                  | Franciaország                                                                           |

### Perspektive Deutsches Kino
Az alábbi filmeket vetítették a fesztivál Perspektive Deutsches Kino szekciójában:
| Magyar cím  | Eredeti cím | Rendező         | Ország             |
| ----------- | ----------- | --------------- | ------------------ |
| Echo        | Echo        | Mareike Wegener | Németország        |
| Gewalten    | Gewalten    | Constantin Hatz | Németország        |
| Ladies Only | Ladies Only | Rebana Liz John | Németország, India |

### Forum
Az alábbi filmeket vetítették a fesztivál Forum szekciójában:
| Magyar cím                               | Eredeti cím                              | Rendező                           | Ország                                         |
| ---------------------------------------- | ---------------------------------------- | --------------------------------- | ---------------------------------------------- |
| Afterwater                               | Afterwater                               | Dane Komljen                      | Németország, Spanyolország, Dél-Korea, Szerbia |
| Beyroutou el lika                        | Beyroutou el lika                        | Borhane Alaouié                   | Libanon, Tunézia, Belgium                      |
| Camuflaje                                | Camuflaje                                | Jonathan Perel                    | Argentína                                      |
| Komm mit mir in das Cinema – Die Gregors | Komm mit mir in das Cinema – Die Gregors | Alice Agneskirchner               | Németország                                    |
| Mato seco em chamas                      | Mato seco em chamas                      | Adirley Queirós, Joana Pimenta    | Brazília, Portugália                           |
| Europe                                   | Europe                                   | Philip Scheffner                  | Németország, Franciaország                     |
| Der schöne Tag                           | Der schöne Tag                           | Thomas Arslan                     | Németország                                    |
| Für die Vielen – Die Arbeiterkammer Wien | Für die Vielen – Die Arbeiterkammer Wien | Constantin Wulff                  | Ausztria                                       |
| Une Fleur à la bouche                    | Une Fleur à la bouche                    | Éric Baudelaire                   | Franciaország, Németország, Dél-Korea          |
| Geographies of Solitude                  | Geographies of Solitude                  | Jacquelyn Mills                   | Kanada                                         |
| Happer's Comet                           | Happer's Comet                           | Tyler Taormina                    | Amerikai Egyesült Államok                      |
| Najeneun deopgo bameneun chupgo          | Najeneun deopgo bameneun chupgo          | Park Song-yeol                    | Dél-Korea                                      |
| Jet Lag                                  | Jet Lag                                  | Zheng Lu Xinyuan                  | Svájc, Ausztria                                |
| O trio em mi bemol                       | O trio em mi bemol                       | Rita Azevedo Gomes                | Portugália, Spanyolország                      |
| Miền ký ức                               | Miền ký ức                               | Kim Quy Bui                       | Vietnám, Németország                           |
| La edad media                            | La edad media                            | Alejo Moguillansky, Luciana Acuña | Argentína                                      |
| Dilim dönmüyor                           | Dilim dönmüyor                           | Serpil Turhan                     | Németország                                    |
| Mis dos voces                            | Mis dos voces                            | Lina Rodriguez                    | Kanada                                         |
| Nuclear Family                           | Nuclear Family                           | Erin Wilkerson, Travis Wilkerson  | Amerikai Egyesült Államok, Szingapúr           |
| Rewind & Play                            | Rewind & Play                            | Alain Gomis                       | Franciaország, Németország                     |
| Akyn                                     | Akyn                                     | Darezhan Omirbaev                 | Kazahsztán                                     |
| Scala                                    | Scala                                    | Ananta Thitanat                   | Thaiföld                                       |
| Bashtaalak sa'at                         | Bashtaalak sa'at                         | Mohammad Shawky Hassan            | Egyiptom, Libanon, Németország                 |
| L'État et moi                            | L'État et moi                            | Max Linz                          | Németország                                    |
| Terra que marca                          | Terra que marca                          | Raul Domingues                    | Portugália                                     |
| Super Natural                            | Super Natural                            | Jorge Jácome                      | Portugália                                     |
| Cette maison                             | Cette maison                             | Miryam Charles                    | Kanada                                         |
| Três Tigres Tristes                      | Três Tigres Tristes                      | Gustavo Vinagre                   | Brazília                                       |
| The United States of America             | The United States of America             | James Benning                     | Amerikai Egyesült Államok                      |
| El veterano                              | El veterano                              | Jerónimo Rodríguez                | Chile                                          |
| Nie zgubiliśmy drogi                     | Nie zgubiliśmy drogi                     | Anka Sasnal, Wilhelm Sasnal       | Lengyelország                                  |
| West Indies                              | West Indies                              | Med Hondo                         | Franciaország, Algéria, Mauritius              |

### Generation
Az alábbi filmeket vetítették a fesztivál Generation szekciójában:
| Magyar cím             | Eredeti cím            | Rendező                                    | Ország                             |
| Egész estés filmek     | Egész estés filmek     | Egész estés filmek                         | Egész estés filmek                 |
| ---------------------- | ---------------------- | ------------------------------------------ | ---------------------------------- |
| Allons Enfants         | Allons Enfants         | Thierry Demaizière, Alban Teurlai          | Franciaország                      |
| Beba                   | Beba                   | Rebeca Huntt                               | Amerikai Egyesült Államok, Mexikó  |
| A csendes lány         | An Cailín Ciúin        | Colm Bairéad                               | Írország                           |
| A stand up királynője  | Comedy Queen           | Sanna Lenken                               | Svédország                         |
| Kind Hearts            | Kind Hearts            | Olivia Rochette, Gerard-Jan Claes          | Belgium                            |
| Knor                   | Knor                   | Mascha Halberstad                          | Hollandia                          |
| Millie Lies Low        | Millie Lies Low        | Michelle Savill                            | Új-Zéland                          |
| My Father’s Truck      | My Father’s Truck      | Mascha Mauricio Osaki                      | Vietnám, Amerikai Egyesült Államok |
| Mennyei tökéletesség   | Sublime                | Mariano Biasin                             | Argentína                          |
| A lányok helyzete      | Tytöt tytöt tytöt      | Alli Haapasalo                             | Finnország                         |
| Rövidfilmek            |                        |                                            |                                    |
| Una Aprendiz Invisible | Una Aprendiz Invisible | Emilia Herbst                              | Argentína                          |
| Viszlát, Jerome!       | Au revoir Jérôme       | Adam Sillard, Gabrielle Selnet, Chloé Farr | Franciaország                      |
| Blaues Rauschen        | Blaues Rauschen        | Simon Maria Kubiena                        | Németország, Ausztria              |
| Gavazn                 | Gavazn                 | Hadi Babaeifar                             | Irán                               |
| Ich habe keine Angst!  | Ich habe keine Angst!  | Marita Mayer                               | Németország, Norvégia              |
| Nada para ver aqui     | Nada para ver aqui     | Nicolas Bouchez                            | Portugália, Belgium, Magyarország  |
| Vlekkeloos             | Vlekkeloos             | Emma Branderhorst                          | Hollandia                          |

### Generation Kplus
Forrás
| Magyar cím            | Eredeti cím           | Rendező              | Ország                            |
| Egész estés filmek    | Egész estés filmek    | Egész estés filmek   | Egész estés filmek                |
| --------------------- | --------------------- | -------------------- | --------------------------------- |
| Bimileui eondeok      | Bimileui eondeok      | Lee Ji-eun           | Dél-Korea                         |
| Juunt Pastaza entsari | Juunt Pastaza entsari | Inês T. Alves        | Portugália                        |
| Moja Vesna            | Moja Vesna            | Sara Kern            | Szlovénia, Ausztrália             |
| Mai sumoru rando      | Mai sumoru rando      | Emma Kawawada        | Japán                             |
| Shabu                 | Shabu                 | Shamira Raphaëla     | Hollandia                         |
| El reino de dios      | El reino de dios      | Claudia Sainte-Luce  | Mexikó                            |
| Rooz-e sib            | Rooz-e sib            | Mahmoud Ghaffari     | Irán                              |
| Rövidfilmek           |                       |                      |                                   |
| Alma y Paz            | Alma y Paz            | Cris Gris            | Mexikó, Amerikai Egyesült Államok |
| Luce und der Felsen   | Luce und der Felsen   | Britt Raes           | Belgium, Franciaország, Hollandia |
| To vankouver          | To vankouver          | Artemis Anastasiadou | Görögország                       |

### Generation 14plus
| Magyar cím                           | Eredeti cím                          | Rendező                               | Ország                    |
| Egész estés filmek                   | Egész estés filmek                   | Egész estés filmek                    | Egész estés filmek        |
| ------------------------------------ | ------------------------------------ | ------------------------------------- | ------------------------- |
| Alis                                 | Alis                                 | Clare Weiskopf, Nicolas van Hemelryck | Kolumbia, Chile, Románia  |
| Buborék                              | Baburu                               | Tetsurō Araki                         | Japán                     |
| Strana Sasha                         | Strana Sasha                         | Yulia Trofimova                       | Oroszország               |
| Kind Hearts                          | Kind Hearts                          | Olivia Rochette, Gerard-Jan Claes     | Belgium                   |
| Kalle Kosmonaut                      | Kalle Kosmonaut                      | Günther Kurth, Tine Kugler            | Németország               |
| Skhema                               | Skhema                               | Farkhat Sharipov                      | Kazahsztán                |
| Stay Awake                           | Stay Awake                           | Jamie Sisley                          | Amerikai Egyesült Államok |
| Rövidfilmek                          |                                      |                                       |                           |
| Aos dezasseis                        | Aos dezasseis                        | Carlos Lobo                           | Portugália                |
| Born in Damascus                     | Born in Damascus                     | Laura Wadha                           | Egyesült Királyság        |
| La fièvre                            | La fièvre                            | Matias Carlier                        | Svájc                     |
| Funkele                              | Funkele                              | Nicole Jachmann                       | Hollandia                 |
| Lay Me by the Shore                  | Lay Me by the Shore                  | David Findlay                         | Kanada                    |
| Anamniseis mias efivikis kataigidas  | Anamniseis mias efivikis kataigidas  | Sofia Georgovassili                   | Görögország               |
| Meneath: The Hidden Island of Ethics | Meneath: The Hidden Island of Ethics | Terril Calder                         | Kanada                    |
| Nada para ver aqui                   | Nada para ver aqui                   | Nicolas Bouchez                       | Portugália, Belgium       |
| Tinashé                              | Tinashé                              | Tig Terera                            | Ausztrália                |
| West by God                          | West by God                          | Scott Lazer                           | Amerikai Egyesült Államok |

### Tiszteletadás
A 72. fesztiválon külön szekciót dedikáltak Isabelle Huppert színpadi és filmszínésznek dedikálták, akit Tiszteletbeli Arany Medve díjjal tüntettek ki.
| Év   | Magyar cím                    | Eredeti cím             | Rendező         | Ország                                             |
| ---- | ----------------------------- | ----------------------- | --------------- | -------------------------------------------------- |
| 1977 | A csipkeverőnő                | La Dentellière          | Claude Goretta  | Franciaország, Nyugat-Németország, Svájc           |
| 1980 | Mentse, aki tudja (az életét) | Sauve qui peut (la vie) | Jean-Luc Godard | Franciaország, Nyugat-Németország, Svájc, Ausztria |
| 1995 | A szertartás                  | La Cérémonie            | Claude Chabrol  | Franciaország, Németország                         |
| 2001 | A zongoratanárnő              | La Pianiste             | Michael Haneke  | Franciaország, Németország, Ausztria               |
| 2002 | 8 nő                          | 8 Femmes                | François Ozon   | Franciaország, Olaszország                         |
| 2016 | Az eljövendő napok            | L’Avenir                | Mia Hansen-Løve | Franciaország, Olaszország                         |
| 2016 | Áldozat?                      | Elle                    | Paul Verhoeven  | Franciaország, Németország, Belgium                |

### Retrospektív
A szekciót 2022. február 11-én nyitották meg Gregory La Cava filmjének, az 1936-os Godfrey, a lakáj 4K-s felújított változatával.
| Év   | Magyar cím                | Eredeti cím              | Rendező              | Ország                    |
| ---- | ------------------------- | ------------------------ | -------------------- | ------------------------- |
| 1934 | A kilencvenes évek szépe  | Belle of the Nineties    | Leo McCarey          | Amerikai Egyesült Államok |
| 1941 | Design for Scandal        | Design for Scandal       | Norman Taurog        | Amerikai Egyesült Államok |
| 1938 | Every Day’s a Holiday     | Every Day’s a Holiday    | A. Edward Sutherland | Amerikai Egyesült Államok |
| 1938 | Hajnali esküvő            | Four's a Crowd           | Kertész Mihály       | Amerikai Egyesült Államok |
| 1935 | Goin' to Town             | Goin' to Town            | Alexander Hall       | Amerikai Egyesült Államok |
| 1936 | Go West, Young Man        | Go West, Young Man       | Henry Hathaway       | Amerikai Egyesült Államok |
| 1935 | Hands Across the Table    | Hands Across the Table   | Mitchell Leisen      | Amerikai Egyesült Államok |
| 1940 | Villámházasság            | Hired Wife               | William A. Seiter    | Amerikai Egyesült Államok |
| 1940 | A pénteki barátnő         | His Girl Friday          | Howard Hawks         | Amerikai Egyesült Államok |
| 1933 | Nem vagyok angyal         | I'm No Angel             | Wesley Ruggles       | Amerikai Egyesült Államok |
| 1936 | Klondike Annie            | Klondike Annie           | Raoul Walsh          | Amerikai Egyesült Államok |
| 1934 | Lady by Choice            | Lady by Choice           | David Burton         | Amerikai Egyesült Államok |
| 1941 | Végre egy jó házasság     | Mr. & Mrs. Smith         | Alfred Hitchcock     | Amerikai Egyesült Államok |
| 1940 | Kis kakasom               | My Little Chickadee      | Edward F. Cline      | Amerikai Egyesült Államok |
| 1936 | Godfrey, a lakáj          | My Man Godfrey           | Gregory La Cava      | Amerikai Egyesült Államok |
| 1942 | My Sister Eileen          | My Sister Eileen         | Alexander Hall       | Amerikai Egyesült Államok |
| 1932 | Night After Night         | Night After Night        | Archie Mayo          | Amerikai Egyesült Államok |
| 1932 | No Man of Her Own         | No Man of Her Own        | Wesley Ruggles       | Amerikai Egyesült Államok |
| 1937 | Ahol semmi sem szent      | Nothing Sacred           | William A. Wellman   | Amerikai Egyesült Államok |
| 1933 | A nő okozta vesztét       | She Done Him Wrong       | Lowell Sherman       | Amerikai Egyesült Államok |
| 1942 | Take a Letter, Darling    | Take a Letter, Darling   | Mitchell Leisen      | Amerikai Egyesült Államok |
| 1941 | Szerelmi házasság         | This Thing Called Love"" | Alexander Hall       | Amerikai Egyesült Államok |
| 1942 | Lenni vagy nem lenni      | To Be or Not to Be       | Ernst Lubitsch       | Amerikai Egyesült Államok |
| 1937 | Hazugság, asszony a neved | True Confession          | Wesley Ruggles       | Amerikai Egyesült Államok |
| 1934 | Huszadik század           | Twentieth Century        | Howard Hawks         | Amerikai Egyesült Államok |
| 1943 | What a Woman!             | What a Woman!            | Irving Cummings      | Amerikai Egyesült Államok |
| 1939 | Asszonyok                 | The Women                | George Cukor         | Amerikai Egyesült Államok |

### Klasszikusok
A szekciót 2022. február 13-án Werner Hochbaum 1929-es klasszikus filmjének, a Brüdernek a felújított változatával indították.
| Év        | Magyar cím            | Eredeti cím       | Rendező             | Ország               |
| --------- | --------------------- | ----------------- | ------------------- | -------------------- |
| 1929      | Brüder                | Brüder            | Werner Hochbaum     | Németország          |
| 1962      | Mamma Róma            | Mamma Roma        | Pier Paolo Pasolini | Olaszország          |
| 1964      | Kawaita hana          | Kawaita hana      | Masahiro Shinoda    | Japán                |
| 1969/1990 | Pacsírták cérnaszálon | Skřivánci na niti | Jiří Menzel         | Csehszlovákia        |
| 1975      | Tommy                 | Tommy             | Ken Russell         | Egyesült Királyság   |
| 2000      | Egy szirén szerelme   | 苏州河            | Lou Ye              | Kína, Németország    |
| 2004      | A mi zenénk           | Notre musique     | Jean-Luc Godard     | Svájc, Franciaország |

## Győztesek

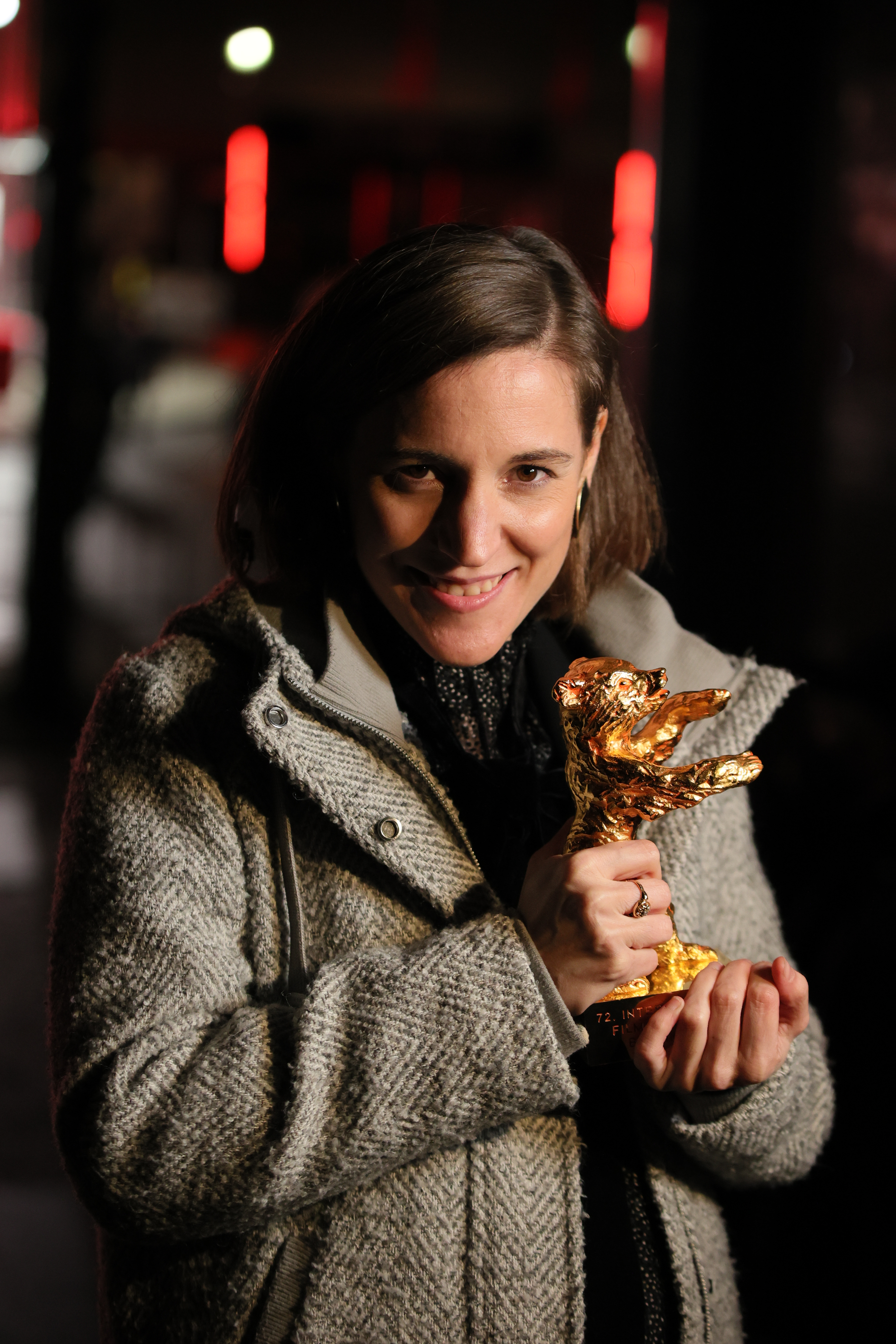
Carla Simón az Arany Medve díjjal.

- Arany Medve: Alcarràs (Carla Simón)[28][29]
- Zsűri Nagydíja: So-seol-ga-ui yeong-hwa (Hong Sang-soo)
- A zsűri díja: Manto de gemas (Natalia López Gallardo)
- Ezüst Medve díj a legjobb rendezőnek: Claire Denis (Szerelemmel, szenvedéllyel)
- Ezüst Medve díj a legjobb főszereplőnek: Meltem Kaptan (Egy anya George W. Bushsal szemben)
- Ezüst Medve díj a legjobb mellékszereplőnek: Laura Basuki (Nana)
- Ezüst Medve díj a legjobb forgatókönyvnek: Laila Stieler (Egy anya George W. Bushsal szemben)
- Ezüst Medve díj a kiemelkedő művészi teljesítményért: Rithy Panh, Sarit Mang (Everything Will Be Ok)
  - Tiszteletbeli említés: Drii Winter (Michael Koch)
- Tiszteletbeli Arany Medve
  - Isabelle Huppert
- Encounters
  - Legjobb film: Mutzenbacher (Ruth Beckermann)[30]
  - Legjobb rendező: Cyril Schäublin (Unrueh)
  - A zsűri különdíja: À vendredi, Robinson (Mitra Farahani)
- Rövidfilmek
  - Arany Medve díj a legjobb rövidfilmnek: Trap (Anastasia Veber)[31]
  - A zsűri díja: Manhã de Domingo (Bruno Ribiero)
  - A fesztivál jelöltje az Európai Filmdíjra: El sembrador de estrellas (Lois Patiño)
    - Tiszteletbeli említés: Bird in the Peninsula (Atsushi Wada)
- Ifjúsági filmek zsűrije
  - Kristály Medve a legjobb filmnek: Alis (Clare Weiskopf)[32]
    - 'Tiszteletbeli említés: Stay Awake (Jamie Sisley)

  - Kristály Medve a legjobb rövidfilmnek: Born in Damascus (Laura Wadha)
    - Tiszteletbeli említés: Nada para ver aqui (Nicolas Bouchez)
- Generation 14plus
  - A zsűri díja: 
    - Kind Hearts (Olivia Rochette)
    - Skhema (Farkhat Sharipov)

  - A zsűri különdíja a legjobb rövidfilmnek: Viszlát, Jerome! (Adam Sillard, Gabrielle Selnet, Chloé Farr)
    - Tiszteletbeli említés: Blaues Rauschen (Simon Maria Kubiena), Tinashé (Tig Terera)
- Generation Kplus
  - Gyerekfilmek zsűrije
    - Kristály Medve a legjobb filmnek: Comedy Queen by Sanna Lenken
      - Special Mention: A stand up királynője (Colm Bairéad)

    - Kristály Medve a legjobb rövidfilmnek:
      - Vlekkeloos (Emma Branderhorst)
      - Luce und der Felsen (Britt Raes)
- Nemzetközi zsűri
  - A zsűri díja a legjobb filmnek: A csendes lány (Colm Bairéad)
    - Tiszteletbeli említés: Shabu (Shamira Raphaëla)

  - A zsűri különdíja a legjobb rövidfilmnek: Gavazn (Hadi Babaeifar)
    - Tiszteletbeli említés: To vankouver (Artemis Anastasiadou)
- GWFF-díj a legjobb elsőfilmes produkciónak
  - Sonne by Kurdwin Ayub[33]

- Legjobb dokumentumfilm

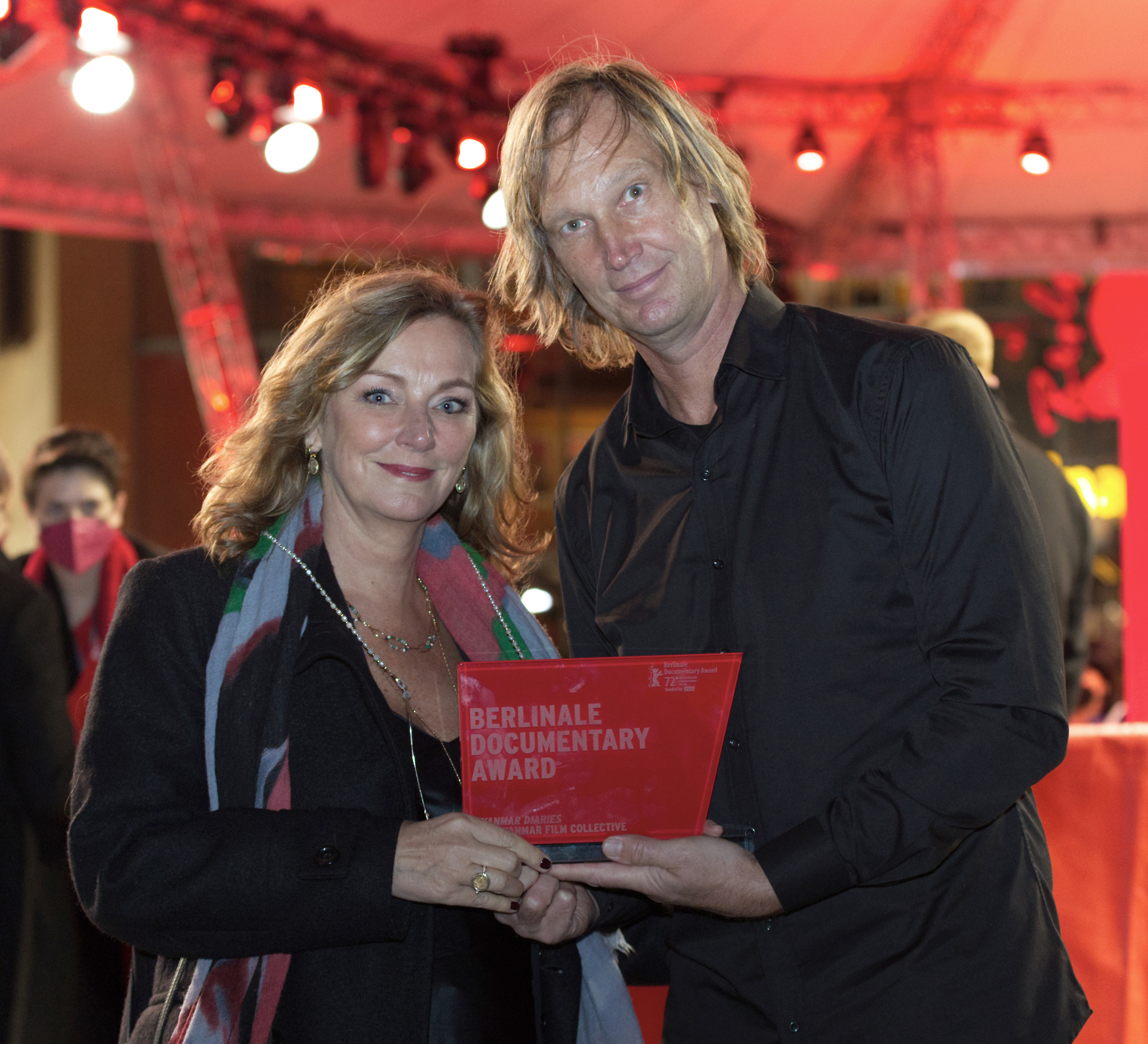
Corinne van Egeraat és Petr Lom, a legjobb dokumentumfilmnek járó díjjal

  - Myanmar Diaries (The Myanmar Film Collective)
    - Tiszteletbeli említés: No U-Turn (Ike Nnaebue)[34]
- Panorama Publikumspreis, a Közönség-díj
  - 1. hely: Baqyt (Askar Uzabayev)[35]
  - 2. hely: Klondaik (Maryna Er Gorbach)
  - 3. hely: Fogaréu (Flávia Neves)
- Dokumentumfilmes Panorama-díj
  - 1. hely: Aşk, Mark ve Ölüm (Cem Kaya)
  - 2. hely: Nel mio nome (Nicolò Bassetti)
  - 3. hely: Myanmar Diaries (The Myanmar Film Collective)
- Teddy-díj
  - Legjobb egész estés film: Três Tigres Tristes (Gustavo Vinagre)[36]
  - Legjobb dokumentumfilm: Alis (Clare Weiskopf, Nicolás van Hemelryck)
  - A zsűri díja: Nelly & Nadine (Magnus Gertten)
  - Legjobb rövidfilm: Mars exalté (Jean-Sébastien Chauvin)

## Fordítás
- Ez a szócikk részben vagy egészben  a(z)   72nd Berlin International Film Festival című angol Wikipédia-szócikk fordításán alapul.  Az eredeti cikk szerkesztőit annak laptörténete sorolja fel. Ez a jelzés csupán a megfogalmazás eredetét és a szerzői jogokat jelzi, nem szolgál a cikkben szereplő információk forrásmegjelöléseként.